# Галин, Рудолф
Рудолф Галин (сербохорв. Rudolf Galin / Рудолф Галин; 1 апреля 1928, Загреб — 8 августа 2004, Загреб) — югославский хорватский легкоатлет, специалист по метанию молота. Выступал за сборную Югославии по лёгкой атлетике в 1950-х годах, обладатель бронзовой медали Средиземноморских игр, победитель и призёр первенств национального значения, участник летних Олимпийских игр в Хельсинки.

## Биография
Рудолф Галин родился 1 апреля 1928 года в Загребе. Занимался лёгкой атлетикой в загребском спортивном обществе «Младост».
Впервые заявил о себе на международном уровне в сезоне 1950 года, когда вошёл в состав югославской национальной сборной и выступил на чемпионате Европы в Брюсселе, где в финале метнул молот на 49,01 метра и занял итоговое девятое место.
В 1951 году с результатом 50,43 выиграл бронзовую медаль на впервые проводившихся Средиземноморских играх в Александрии, уступив только итальянцу Тезео Таддии и соотечественнику Ивану Губияну.
Благодаря череде удачных выступлений удостоился права защищать честь страны на летних Олимпийских играх 1952 года в Хельсинки — в финале метания молота показал результат 51,37 метра, расположившись в итоговом протоколе соревнований на 17-й строке.
В апреле 1957 года на соревнованиях в Загребе установил свой личный рекорд в метании молота — 56,28 метра.
Умер 8 августа 2004 года в Загребе в возрасте 76 лет.